# Крекінг установки у Пітешті
Крекінг-установки у Пітешті — складові частини колишнього виробничого майданчика нафтохімічного спрямування у Румунії.
У середині 1960-х за сотню кілометрів на північний захід від Бухареста в Пітешті почався розвиток потужного промислового майданчика, котрий включав як переробку нафти, так і нафтохімію. Зокрема, у 1969-му ввели в експлуатацію споруджену за технологією західнонімецької компанії Lurgi установку парового крекінгу (піролізу) потужністю по етилену 100 тисяч тонн. В 1974-му вона була частково зруйнована внаслідок сильного вибуху, що супроводжувався численними людськими жертвами.
Втім, виробництво не лише відновили, але й розширили — з 1975-го на майданчику з'явилась друга установка потужністю 200 тисяч тонн етилену. Тут же містилися розраховані на споживання цього олефіну лінії поліетилену високої щільності (30 тисяч тонн на рік), поліетилену низької щільності (80 тисяч тонн), оксиду етилену (35 тисяч тонн) та стиролу (30 тисяч тонн). Частина продукції постачалась до Римніку-Вилча по етиленопроводу та пропіленопроводу.
Як сировину для піролізу використовували переважно газовий бензин (naphtha, 48,4 %), а також бутан (23,7 %), пропан (8,5 %) та етан (19,5 %). Останній при цьому подавали по етанопроводу із Турбуря.
В 2008 році завод, який на той час вже належав австрійській компанії OMV, закрили через збитковість. Піролізну установку № 1 та лінію стиролу знесли, а установку № 2 законсервували і невдовзі продали нафтохімічній компанії Oltchim, котрій належить згаданий вище майданчик у Римніку-Вилча. Втім, станом на другу половину 2010-х її так і не змогли знову ввести в експлуатацію.
Що стосується НПЗ, то в 2015-му OMV оголосила про намір продовжити знесення його споруд та перетворити майданчик на резервуарний парк.